# Bondarzewia guaitecasensis
Bondarzewia guaitecasensis är en svampart som först beskrevs av Henn., och fick sitt nu gällande namn av J.E. Wright 1964. Bondarzewia guaitecasensis ingår i släktet Bondarzewia och familjen Bondarzewiaceae.   Inga underarter finns listade i Catalogue of Life.